# Transmission
Transmission — кросплатформенний(працює на Windows, macOS, Linux, BSD) вільний BitTorrent-клієнт з простим, інтуїтивно зрозумілим інтерфейсом. Має менший функціонал, ніж більшість інших клієнтів, проте забезпечує основні можливості роботи з BitTorrent-мережами при малій витраті системних ресурсів. Має користувацькі інтерфейси Mac (Cocoa), GTK+, Qt, вебінтерфейс, ncurses та інтерфейс командного рядка. Є BitTorrent-клієнтом за замовчуванням для багатьох дистрибутивів Лінукс. Одна частина проекту ліцензована під GPLv2, інша — під ліцензією MIT.

## Архітектура
Transmission має власну реалізацію протоколу BitTorrent — libtransmission. Має досить широкий вибір користувацьких інтерфейсів: Cocoa, GTK+, Qt, вебінтерфейс (через RPC), ncurses, інтерфейс командного рядка. Крім цього, клієнт може працювати в режимі демона. Існують також сторонні проекти, більшість з яких забезпечують віддалене керування або графічний інтерфейс через RPC.

## Можливості
- Простий, інтуїтивно зрозумілий інтерфейс користувача.
- Мале споживання системних ресурсів.
- Широкі можливості сортування і фільтрації завантажень (особливо з версії 2.00).
- Багатомовність (в тому числі українська).
- Підтримка шифрування між пірами та трекерів з HTTPS.
- Peer exchange, DHT (з версії 1.70), IPv6 DHT (з версії 1.80), Local Peer Discovery (з версії 2.00).
- Можливість з’єднання із трекером через проксі-сервер.
- Підтримка magnet-посилань з версії 1.80.
- Чорний список IP-адрес.
- Встановлення користувачем лімітів на швидкість вхідних і вихідних завантажень, як для всіх завантажень, так і для кожного окремо, ліміти згідно з розкладом тощо.
- Створення файлів метаданих (торент-файлів).
- Підтримка пріоритетів при завантаженні торента, окремих файлів чи папок, завантаження частини торента.
- Автоматичне додавання торент-файлів із заданої папки, призначення папки для незавершених завантажень тощо.
- Призначення порту для вхідних з’єднань або вибір випадкового порту кожен раз при старті.
- Обмеження кількості пірів на торент та взагалі.
- Підтримка UPnP або NAT-PMP переадресування портів.
- Часткова підтримка IPv6 з версії 1.50.
- Системні сповіщення.

## Transmission на різних платформах
Transmission працює на UNIX-подібних операційних системах. Зокрема, відомо про вдалу роботу на:
- Лінукс.
- Mac OS X, але підтримка Mac OS X <=10.4 вилучена з Transmission >=1.60.
- FreeBSD, OpenBSD, NetBSD.
- Solaris.

Transmission — BitTorrent-клієнт за замовчуванням на багатьох дистрибутивах Лінукс, в тому числі Ubuntu, Mandriva, Mint, Fedora, CrunchBang і openSUSE.
Згідно з даними сайтів macupdate.com [Архівовано 16 березня 2007 у Wayback Machine.] та versiontracker.com, це найпопулярніший торент-клієнт на Mac OS X.
Transmission часто використовують у вбудованих системах, зокрема Fonera вбудовує його у свої роутери.

## Виноски
1. ↑  http://wiki.openwrt.org/doc/uci/transmission
2. ↑  Pitt, Martin (14 січня 2008). Ubuntu Changelog (англ.). Архів оригіналу за 7 липня 2013. Процитовано 24 липня 2010. [Архівовано 2011-08-13 у Wayback Machine.]
3. ↑  New default applications for GNOME. Архів оригіналу за 7 липня 2013. Процитовано 24 липня 2010.
4. ↑  Elyssa Release Notes. Архів оригіналу за 7 липня 2013. Процитовано 24 липня 2010.
5. ↑  Distribution/Download/BitTorrent (англ.). Архів оригіналу за 7 липня 2013. Процитовано 24 липня 2010.
6. ↑  Release Notes - CrunchBang Linux 9.04.01. Архів оригіналу за 7 липня 2013. Процитовано 24 липня 2010.
7. ↑  Make Transmission the default BitTorrent client in 11.2 (англійською) . Архів оригіналу за 13 січня 2016. Процитовано 24 липня 2010.
8. ↑  FON Starts Selling Fonera 2.0n Router with Transmission. Архів оригіналу за 7 липня 2013. Процитовано 24 липня 2010.